# Richard Marckhl

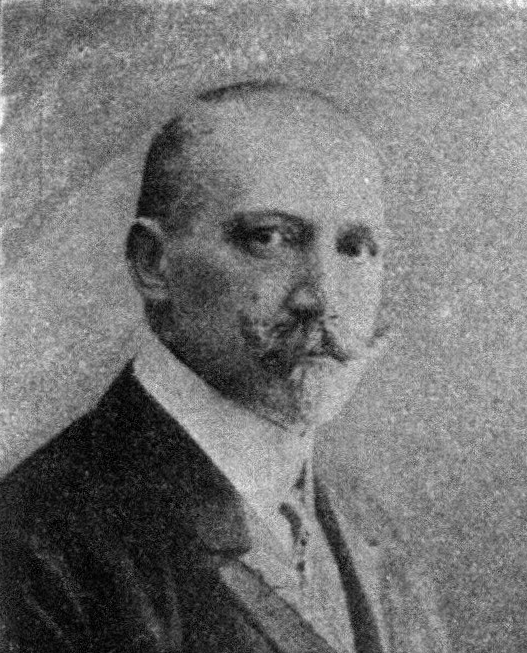
Richard Marckhl

Richard Marckhl (* 10. Mai 1861 in Rann (Brežice), Untersteiermark; † 27. April 1945 in Wien) war ein österreichischer Richter und Politiker deutschnationaler Parteien. Er war von 1907 bis 1918 Abgeordneter zum Reichsrat und 1918/19 Mitglied der Provisorischen Nationalversammlung.

## Ausbildung und Beruf
Nach dem Besuch der Volksschule ging er an das Realgymnasium in Pettau/Ptuj und das Obergymnasium in Marburg/Maribor (beide Untersteiermark). Von 1879 bis 1883 absolvierte er ein Studium der Rechte an der Universität Graz. 1883 trat er in den Justizdienst als Rechtspraktikant ein. 1885 wurde er Auskultant, 1890 wurde er Gerichtsadjunkt und sieben Jahre später (1897) Gerichtssekretär in Cilli/Celje. Ab 1905 arbeitete er als Landesgerichtsrat in Klagenfurt, 1911 stieg er zum Oberlandesgerichtsrat auf. Im Ersten Weltkrieg diente er als Hauptmann-Auditor beim Landwehrdivisionsgericht Wien. Im April 1919 wurde er zum Rat am Obersten Gerichtshof in Wien ernannt, im März 1926 wurde er dort Senatspräsident und trat im Dezember desselben Jahres in den Ruhestand.

## Politische Funktionen und Mandate
- 1907–1918: Abgeordneter des Abgeordnetenhauses im Reichsrat (XI. und XII. Legislaturperiode), Wahlbezirk Steiermark 11, Deutscher Nationalverband
- 21. Oktober 1918 bis 16. Februar 1919: Mitglied der Provisorischen Nationalversammlung, DnP
- 5. November 1918 bis 15. März 1919: Unterstaatssekretär im Staatsamt des Innern

## Familie
Der Komponist und Musikpädagoge Erich Marckhl war sein Sohn.